# Perseusz Antygonida
Perseusz (II wiek p.n.e.) – król macedoński w latach 179–168 p.n.e., syn Filipa V z dynastii Antygonidów.
Dbał o dobre stosunki z Grecją, umacniał pozycję Macedonii i starał się pozyskać sprzymierzeńców, czym wzbudził niepokój Rzymu, który wypowiedział mu wojnę. Sytuację dodatkowo zaogniły oskarżenia, jakie prezentował w Rzymie Eumenes. Wielokrotne posłowanie Perseusza nie przyniosło pokojowych rezultatów - Rzym wydał mu wojnę, co do której decyzja była dawno podjęta i skrywana przez senat. Rzymianie nakazali posłom opuścić Rzym tego samego dnia, a wszystkim Macedończykom w ciągu 30 dni Italię. Mimo początkowych sukcesów Perseusz poniósł pod Pydną w 168 p.n.e. klęskę i musiał uciekać z Macedonii. Schronił się w świątyni na Samotrace by w końcu zdać się na łaskę Rzymian. Został poprowadzony we wspaniałym triumfie, jaki odprawił jego zwycięzca spod Pydny, konsul Lucjusz Emiliusz Paulus Macedoński.